# Inerrance biblique
Ne doit pas être confondu avec Inspiration biblique.

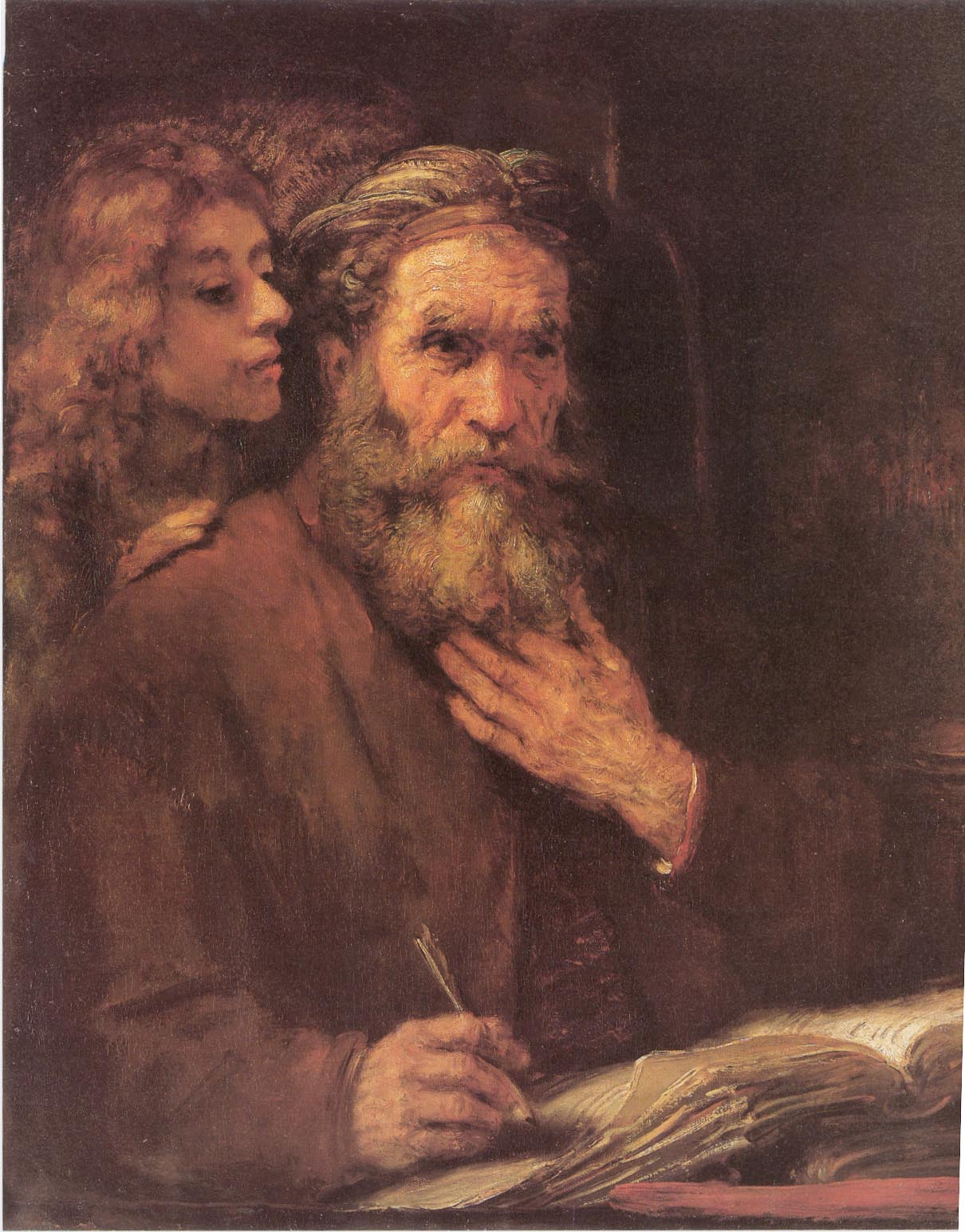
Rembrandt, L'Évangéliste Matthieu inspiré par un ange, 1661.

En théologie chrétienne et juive, l’inerrance biblique (ou simplement inerrance) est une position doctrinale selon laquelle la Bible ne comporte aucune erreur dans ses manuscrits d'origine, tant en ce qui concerne la foi et la vie du croyant qu'au sujet de l'authenticité du texte et des détails relatifs aux thèmes scientifiques, historiques et géographiques. Cela implique que les auteurs bibliques auraient suivi la volonté de Dieu, et que celui-ci leur aurait évité toute erreur dans l'évocation des faits.
Dans le christianisme, cette doctrine s'appuie notamment sur la Deuxième épître à Timothée, écrite par un disciple de Paul de Tarse : « Toute Écriture est inspirée de Dieu, et utile pour enseigner, pour convaincre, pour corriger, pour instruire dans la justice, afin que l’homme de Dieu soit accompli et propre à toute bonne œuvre. »
Elle est professée par plusieurs confessions, principalement les protestants fondamentalistes. En revanche, les Églises catholique, orthodoxe et protestantes historiques (luthérienne, calviniste et anglicane) affirment que la Bible est inspirée de Dieu et infaillible en matière de foi et de morale, mais que cette infaillibilité ne s'étend pas à son contenu historique, géographique ou scientifique.

## Judaïsme

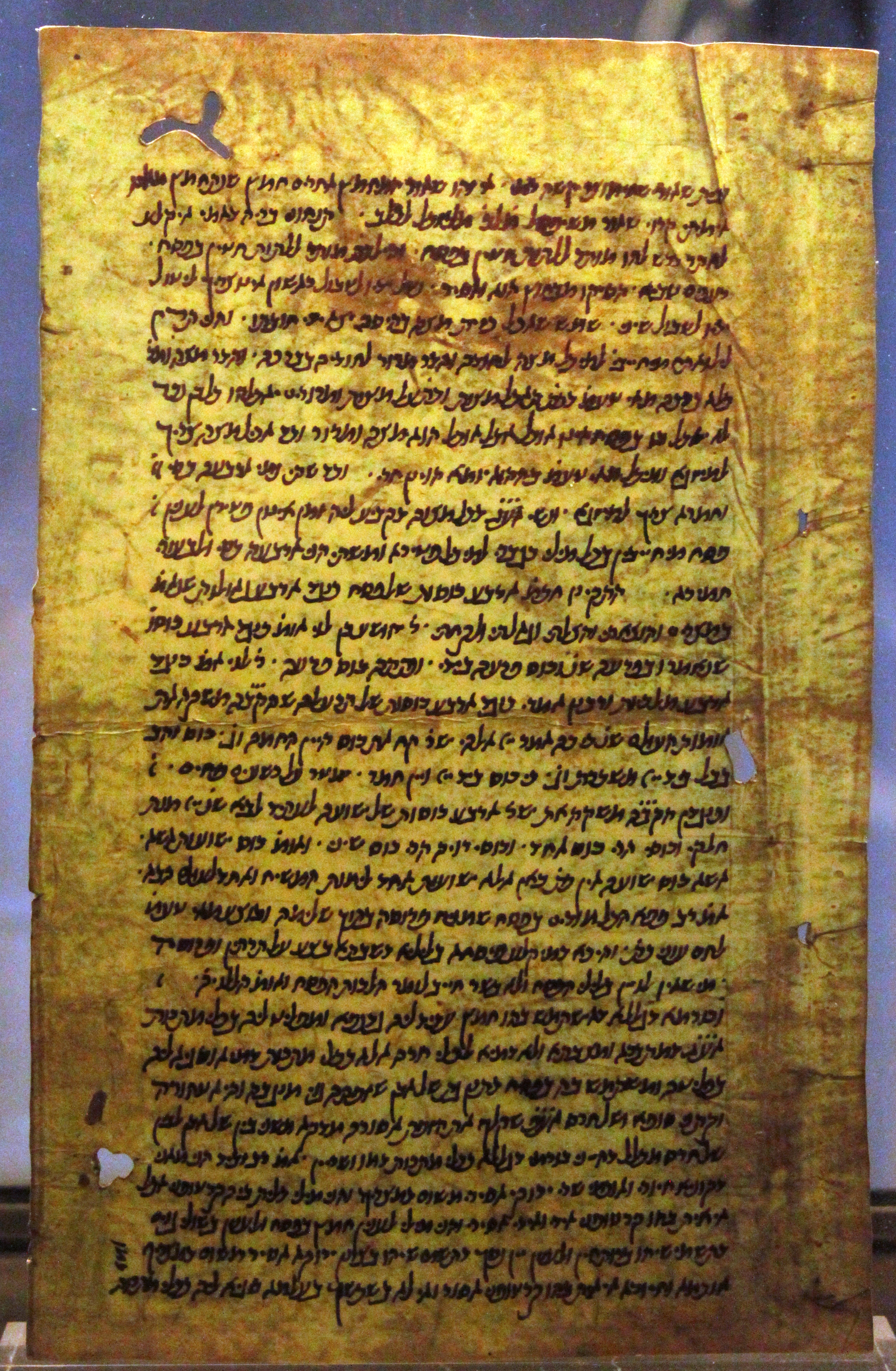
Fac-similé d'un fragment du Talmud de Jérusalem.

Après la destruction du Second Temple de Jérusalem en 70 EC, le judaïsme rabbinique s'attache à la notion de « Torah orale » (hébreu : תּוֹרָה שֶׁבְּעַל־פֶּה, Torah SheBe'al-Pe, littéralement « Torah sur la bouche ») : il s'agit de préceptes moraux, de rituels, de concepts juridiques et d'interprétations théologiques non définis explicitement dans le Pentateuque, ou « Torah écrite » (תּוֹרָה שֶׁבִּכְתָב, Torah SheBiktav, « Loi écrite »), mais tout aussi importants.
Selon la tradition rabbinique, Dieu a transmis oralement tout ou partie de cette Torah orale à Moïse sur le mont Sinaï, avant que ce corpus soit relayé de génération en génération jusqu’à sa mise par écrit. L'ensemble de ces textes constitue le Talmud, édité sous deux formes : le Talmud de Jérusalem (v. 300-350) et le Talmud de Babylone (v. 450-500).

## Christianisme

### Histoire

#### Dans le Nouveau Testament
Dans les évangiles, Jésus déclare que « l'Écriture ne peut être annulée », et il réprimande les disciples sur la route d'Emmaüs en disant : « Hommes insensés et lents à croire tout ce que les prophètes ont dit ! » Jésus ne limite pas la confiance que ses disciples doivent placer dans la Parole inspirée : tout ce que les prophètes ont dit doit être cru. Jésus ne fixe aucune limite à la vérité de l'Écriture. D'un point de vue historique, Jésus partageait sans aucun doute l'ancienne croyance juive en l'inspiration et l'inerrance des Écritures juives. Selon Josèphe, les Juifs du premier siècle croyaient à la fois que les Écritures étaient « inspirées », et qu' « il n'y a pas d'incohérences dans ce qui est écrit. »
Dans le même esprit, Paul affirme que « toute Écriture est inspirée par Dieu et utile pour enseigner, pour convaincre, pour corriger et pour former à la justice, afin que l'homme de Dieu soit complet, équipé pour toute bonne œuvre. » (2 Tim 3,16)

#### Origine du débat
Dans son Commentaire sur l'Épître aux Galates, Jérôme estime que le reproche de Paul à Pierre en Galates 2: 11-14 pour avoir agi comme un Juif à propos de la faction juive de l’Église primitive manquait de sincérité car Paul lui-même avait fait la même chose. Cependant, Augustin réfute l’interprétation de Jérôme et affirme que les Écritures ne contiennent aucune erreur et qu’admettre une seule erreur jetterait le doute sur l’ensemble de l’Écriture.
Cependant, la question des éventuelles inexactitudes contenues dans la Bible ne provoque pas de véritables débats pendant une longue période : de fait, il faut attendre le XIXe siècle pour que soit formulée la doctrine officielle de l'inerrance, elle-même consécutive aux polémiques entre catholiques et protestants au lendemain de la Réforme et du concile de Trente.

#### Renaissance et Temps modernes
À partir du XVe siècle, les découvertes scientifiques, contredisant certaines affirmations des Écritures, menacent l'autorité biblique. Au XVIe siècle, le développement de la philologie contribue à jeter un doute sur la valeur historique de certains passages du texte. Lors du concile de Trente, l’Église catholique  pose que l'interprétation du texte sacré passe aussi par les traditions transmises depuis les apôtres, et qu'elle est donc juge du sens véritable à leur donner.
La doctrine de l’inerrance, toutefois, ne fait pas l'unanimité à cette époque. Si le concile de Trente ne reconnaît l’inerrance de la Bible qu'« en matière de foi et de morale », le cardinal jésuite Robert Bellarmin rétorque dans son De verbo Dei (1586), premier volume de ses Disputationes de controversiis christianae fidei adversus hujus temporis haereticos : « Il ne peut y avoir d’erreur dans l’Écriture, qu’elle traite de la foi ou qu’elle traite de la morale, ou qu’elle énonce quelque chose de général et de commun à toute l’Église, ou quelque chose de particulier et ne se rapportant qu’à une seule personne. » Les vues de Bellarmin ont joué un rôle majeur dans la condamnation de Galilée et dans le débat entre catholiques et protestants.
La question de l'inerrance biblique s'est en effet posée avec acuité lors de l'affaire Galilée (1616-1633), alors que les positions héliocentriques du savant italien semblaient contredire certains passages de la Bible.
En 1670, Spinoza publie son Tractatus theologico-politicus, dans lequel il prône l'extension de la liberté de penser, non seulement à la philosophie politique, mais encore à l'interprétation du texte biblique. De son côté, Richard Simon écrit en 1678 une Histoire critique du Vieux Testament, qui rencontre l'hostilité de l’Église.

#### Les débats duXIXesiècle
Conséquence du développement de la méthode historico-critique allemande, la controverse autour des Écritures ne cesse de se développer, au fil du XIXe siècle, d'abord dans toute l'Europe puis, plus tardivement, aux États-Unis.
En 1814, William Van Mildert, qui sera évêque de Durham, exprimant ce qui fait alors consensus en Grande-Bretagne, affirme encore que la raison est non compétente pour juger de l’inspiration divine dans la Bible. Coleridge, tenant compte des contestations historiques, géographiques ou morales adressées à la Bible, mais défendant les Écritures et l'inspiration, propose une approche radicalement différente de celle des savants ou intellectuels britanniques qui n'aura toutefois d'influence que plus tard[réf. nécessaire].
Au milieu du XIXe siècle, le débat reprend en Grande-Bretagne à la suite des nouvelles questions posées par les sciences naturelles (autant par Vestiges of the Natural History of Creation (1844) de Robert Chambers que par L'Origine des espèces (1859) de Charles Darwin).

### Catholicisme

#### L'enseignement de Vatican I
Le concile Vatican I (1869-1870) a donné valeur de dogme à l'inspiration divine de l'Écriture, en reprenant l’enseignement déjà formulé par les conciles de Florence (1439-1441) et de Trente (1542-1563) : « L’Église tient [les livres de l’Ancien et du Nouveau Testament] pour [sacrés et canoniques] […] parce que, écrits sous l’inspiration du Saint-Esprit, ils ont Dieu pour auteur et ont été transmis comme tels à l’Église. »
Toutefois, l'Église catholique n'a pas pris position sur l'exégèse biblique avant les dernières années du XIXe siècle. L’occasion en est fournie par un article publié en janvier 1893 par Maurice d'Hulst, recteur de l’Institut catholique de Paris, qui distingue deux types d'approche, : d’un côté, une « école large » qui limite l'inspiration de la Bible et son inerrance aux vérités de la foi et accorde toute liberté à l’exégèse dans les autres domaines ; d'autre part, une « école étroite » qui enseigne l’inerrance absolue de l’Écriture, puisque Dieu en est l’auteur (causa efficiens),. L'opposition entre l'école étroite et l'école large peut se résumer en ces termes : la première soutient la doctrine d'une inerrance totale « à partir de la causalité efficiente de l’inspiration, en faisant de Dieu l’auteur de toutes les assertions de l’hagiographe », écrit l'historien Francesco Beretta, tandis que la seconde conçoit « l’inspiration à partir de la cause finale : ce qui compte est le but qu’avait Dieu en inspirant l’hagiographe, ce but étant le Salut chrétien. Toutes les assertions bibliques qui se rapportent à cette fin — la cause finale — sont vraies, les autres sont humaines, donc elles peuvent être inexactes ». Maurice d'Hulst estime que le concile Vatican I n'a pas tranché ce débat et propose d'engager la discussion. Du point de vue des Jésuites de Rome, le fait que Vatican I n’ait pas traité de l’inspiration des Écritures laisse ouvert un espace dans lequel John Henry Newman, August Rohling et François Lenormant ont pu développer des thèses problématiques.

#### Les réponses magistérielles
Pour résoudre le conflit entre l'école étroite et l'école large, Léon XIII publie l'encyclique Providentissimus Deus (1893), où il explique que les récits événementiels de la Bible sont destinés à manifester des vérités religieuses, et non à décrire les événements eux-mêmes. Il indique également que l’inspiration insufflée aux rédacteurs par l’Esprit saint ne s’étend pas à l'explication des phénomènes naturels ; par conséquent, ceux-ci sont évoqués tels qu’ils étaient considérés à l'époque de la rédaction, ou encore par le truchement de métaphores. Il ne saurait donc exister de conflit entre les descriptions bibliques des phénomènes naturels et la science, parce que les rédacteurs ne cherchaient pas à en donner une description scientifique et parce que Dieu est l’auteur de la Bible. Cependant, pour Léon XIII, il demeure formellement interdit de « restreindre l’inspiration à certaines parties seulement de la sainte Écriture » et de « concéder que l’auteur sacré lui-même s’est trompé » : l'encyclique condamne « ceux qui [...] ne craignent pas d’admettre que l’inspiration divine s’applique aux choses de la foi et des mœurs, mais à rien de plus, parce qu’ils croient faussement que s’il s’agit de la vérité des textes, on ne doit pas tant rechercher ce que Dieu a dit, qu’examiner pour quel motif il l’a dit ».
Léon XIII réaffirme donc que Dieu est l'auteur de toutes les assertions de l’Écriture, ce qui implique la doctrine de son inerrance absolue, y compris en matière d'événements historiques. Quant à l'exégèse, elle doit s'en tenir à la méthode scolastique et se limiter à la traduction latine de la Vulgate, en évitant les textes d'origine en hébreu et en grec.
Le concept d'inerrance partielle des Écritures est condamné par le Saint-Office en 1907 dans le décret Lamentabili : « [11e erreur condamnée] : L’inspiration divine ne s’étend pas à toute l’Écriture de manière à prémunir contre toute erreur toutes et chacune de ses parties. »
Dans l'encyclique Spiritus Paraclitus (1920), Benoît XV réaffirme l'inerrance absolue des Écritures : toutes les parties de la Bible étant inspirées, il est impossible que s'y trouve la moindre erreur. Benoît XV fustige notamment les dérives des modernistes qui croient à tort que l'immunité d'erreur se limite « au seul élément principal ou religieux ».
Cependant, l'encyclique Divino afflante Spiritu, publiée par Pie XII en 1943, revient sur la question de l'exégèse biblique. Elle autorise à lire les Écritures dans d'autres versions que la Vulgate, mais aussi elle permet la critique textuelle (ou « critique basse ») ainsi que la méthode historico-critique (ou « critique haute »). L’encyclique prend acte des développements récents de l’exégèse, y compris la méthode historico-critique, et la défend contre ses adversaires au sein de l’Église qui « combattent ou suspectent tout ce qui est nouveau, simplement parce que c'est nouveau » (II § 4). Pie XII encourage explicitement les études de la forme et du genre littéraire des textes bibliques, et déclare ces méthodes légitimes.
Selon la Congrégation pour la Doctrine de la Foi, l'absence d'erreur dans les textes sacrés inspirés fait partie des vérités de foi divinement révélées, qui sont donc irréformables et qui exigent un assentiment de foi sous peine d'excommunication pour hérésie ou apostasie.

#### L'enseignement de Vatican II
Dans la constitution dogmatique Dei Verbum (1965), le concile Vatican II déclare que, si les Écritures ne contiennent pas d’erreur en matière de foi, la Révélation traduit la volonté qu’a Dieu de se faire connaître aux hommes tout au long de l’histoire du peuple élu, par la parole des prophètes et d’une manière totale en la personne de Jésus-Christ. Le concile précise à ce sujet : 

« Puisque tout ce qui est affirmé par les auteurs inspirés ou les écrivains sacrés doit être tenu pour affirmé par le Saint-Esprit, il s’ensuit que les livres de l’Écriture doivent être reconnus comme enseignant solidement, fidèlement et sans erreur cette vérité que Dieu a voulu mettre dans les écrits sacrés en vue du salut. »

Le concile ajoute : 

« Cependant, puisque Dieu, dans la Sainte Écriture, a parlé par des hommes à la manière des hommes, il faut que l’interprète de la Sainte Écriture, pour voir clairement ce que Dieu lui-même a voulu nous communiquer, cherche avec attention ce que les hagiographes ont vraiment voulu dire et ce qu’il a plu à Dieu de faire passer par leurs paroles. »

Toutefois, les théologiens s'interrogent sur la question de savoir si les mots « en vue du salut » signifient que l'Église passe de l’inerrance totale à l’inerrance limitée. Ainsi, Raymond E. Brown remarque : « Il convient de prendre [ces mots] comme spécifiant : L’enseignement scripturaire est la vérité sans erreur dans la mesure où il est conforme au dessein salvifique de Dieu. »
Raymond E. Brown écrit également :

« Au cours des cent dernières années, nous sommes passés d’une approche où l’inspiration divine garantissait que la Bible était totalement inerrante à une approche où l’inerrance se limite à l’enseignement biblique de « cette vérité que Dieu a voulu mettre dans les Écritures saintes en vue de notre salut ». Dans ce long voyage de la pensée, le concept d’inerrance n’a pas été rejeté mais il a été sérieusement modifié pour s’adapter à la démonstration par l'exégèse biblique que la Bible n’était pas inerrante dans le domaine de la science, de l'histoire et même des croyances religieuses liées à leur époque. »

Tout en approuvant « une certaine insistance doctrinale chez les fondamentalistes », Brown récuse leur méthode et conclut : « Une lecture de la Bible strictement à la lettre est intellectuellement indéfendable et tout à fait inutile pour la défense des points essentiels du christianisme »
Émile Poulat résume l'évolution de la pensée de l'Église : « L'immense effort développé au nom de la « science» dans tous les domaines sans en exclure la Bible a dissipé notre représentation religieuse de l'homme et du monde. Les Six Jours, Adam et Eve, le Déluge, la composition du Pentateuque, le monde du Proche-Orient, les « sources » des évangiles, les genres littéraires, l'histoire des manuscrits et du canon, la Bible reste un univers religieux mais dont il a fallu sortir pour l'étudier et le comprendre avec un outillage intellectuel et un équipement culturel qui ne lui doivent rien. Leur mise en œuvre a d'abord été ressentie comme un sacrilège avant que leur nouveauté ne soit tardivement reçue par Pie XII dans son encyclique Divino Afflante Spiritu (1943), puis assumée par Vatican II dans la constitution Dei Verbum (1965) ». À l'ère préscientifique, en symbiose avec la culture de leur époque et de leur milieu, les auteurs bibliques ne cherchaient pas à éviter des erreurs et des contradictions qui demeuraient sans lien avec l'inspiration et le message qu'ils voulaient transmettre ».
Ainsi, la formulation de Vatican II précise l'objet formel sur lequel porte l'inerrance, à savoir Dieu et le salut des hommes :  l’Église n'entend pas se prononcer sur les domaines scientifiques. Elle rappelle seulement l'historicité des quatre évangiles canoniques en ce qu'ils nous transmettent fidèlement ce que Jésus a fait et enseigné . L'Église rejette la doctrine fondamentaliste de l'inerrance et considère que la Bible ne vise pas à renseigner le lecteur concernant les sciences naturelles, la cosmologie, l'histoire, la géographie, ou tout autre domaine de connaissance sans rapport avec le salut de l'être humain.
L'acceptation de l'exégèse historico-critique est l'un des thèmes principaux de Dei Verbum. Pendant la crise moderniste, en effet, de nombreux exégètes qui ont utilisé la méthode historico-critique ont été condamnés par l’Église catholique, et le concile juge désormais nécessaire de prendre position sur cette question. Même si la relation entre exégèse critique et exégèse canonique n’est pas  clairement définie, il est devenu évident que la méthode historico-critique ne peut plus être évitée. En ce sens, toutes les méthodes de recherche qui révèlent le « message originel des prophètes et des apôtres » sont confirmées.
Outre les quatre sens de l'Écriture, l'Église catholique rappelle l'existence des genres littéraires qu'il est nécessaire de connaître et de distinguer pour interpréter correctement les textes.
Pierre Grelot précise que l'inerrance biblique « a dépendu dans une large mesure des milieux culturels avec lesquels la Providence la mettait en rapport. Puisque chaque auteur sacré a écrit pour ses contemporains, c'est en fonction de ce cadre historique qu'il faut apprécier la portée de son œuvre. On ne saurait le faire sans recourir aux données de l'ethnologie et des autres sciences humaines, comme disait déjà l'encyclique Divino Afflante Spiritu »,.

### Protestantisme

#### Réforme protestante
À l’époque de la Réforme protestante, il n’existe toujours pas de doctrine officielle de l’inerrance.
L’humaniste chrétien Érasme (1466-1536) ne se soucie pas des erreurs mineures qui n'ont pas de conséquences sur la théologie et il pense même que Matthieu confond deux noms. Dans une lettre à Johannes Eck, il écrit que « l’autorité de toute l’Écriture ne serait pas instantanément mise en péril, comme vous le suggérez, si un évangéliste, par étourderie, mettait un nom à la place d'un autre, Isaïe par exemple au lieu de Jérémie, car ce n’est pas un point capital ».
Pour sa part, Jean Calvin (1509-1564) affirme : « Il est bien connu que les évangélistes n’étaient guère préoccupés par l’observation des séquences temporelles. »  
Pour Martin Luther (1483-1546), l’inspiration biblique ne garantit pas l’inerrance de tous les détails : Luther reconnaît les erreurs et les incohérences des Écritures mais ne s'en soucie gère car elles ne touchent pas au cœur de l’Évangile. Quand Matthieu semble confondre Jérémie avec Zacharie en Mt 27:9, Luther confie que « de tels points ne [le] dérangent pas particulièrement ».
Si Luther replace l'Écriture au centre de la foi, il « compare la Bible au berceau de jonc qui portait Moïse sur les eaux du Nil. Le berceau n’a de valeur qu’à cause de l’enfant qui s’y trouve couché. Le berceau n’est pas l’enfant, mais, sans le berceau, l’enfant se serait noyé et aurait péri. De même, la Bible n’est pas la parole de Dieu, mais sans la Bible qui la porte, la parole divine ne nous parviendrait pas ».
André Gounelle reprend cette image en ces termes : « La Bible a été écrite non pas par Dieu ou sous sa dictée, mais par des hommes qui y racontent comment ils ont entendu, reçu, compris, interprété la parole de Dieu dans des expériences privilégiées qu’ils ont vécues. À proprement parler, la Bible n’est pas parole de Dieu, elle est le rapport qui en a été donné, le témoignage qui lui a été rendu. Elle nous fait entendre, dans un langage imparfait, parfois contradictoire, avec des erreurs et des ratés, ce que Dieu nous annonce, et ce qu’il veut que nous devenions. »

#### Christianisme évangélique
Pour les chrétiens évangéliques, la Bible est « inspirée » par Dieu lui-même et est l'autorité souveraine dans la foi chrétienne. Souvent appelée « la Parole de Dieu » ou l’Écriture (langage biblique), elle est considérée comme infaillible et, dans certains milieux évangéliques, sans erreur. Ceci lui vaut parfois d’être interprétée d’une manière très littérale, dans certains courants. La Bible détient l’autorité suprême en matière de foi et de direction de la vie du croyant. Elle est considérée comme un manuel de vie qui concerne tous les aspects de la vie .
En 1978, des théologiens  évangéliques ont signé la Déclaration de Chicago (en). Elle s'engage à ce qu'une affirmation factuelle soit reçue selon l'intention de l'auteur de la communiquer comme telle. Même si elle concède qu'il est impossible de connaître l'intention des auteurs originels et que la Bible ne contient pas uniquement des affirmations factuelles, la déclaration réaffirme l'authenticité de la Bible dans son entièreté en tant que « Parole de Dieu » : accepter une erreur dans la Bible amènerait in fine à lui dénier toute valeur supérieure à n'importe quel autre livre.

### Ouvrages
- Francesco Beretta, « La doctrine romaine de l’inspiration de Léon XIII à Benoît XV (1893-1920) : La production d’une nouvelle orthodoxie », dans François Laplanche, Ilaria Biagioli et Claude Langlois (dirs.), Autour d’un petit livre : Alfred Loisy cent ans après, Turnhout, Brepols, 2003, p. 47-60, lire en ligne.
- Raymond E. Brown, 101 questions sur la Bible et leurs réponses, Lexio/Cerf, 1993  (ISBN 978-2-204-11305-2), Question 31 sq, p. 67 sq
- Rudolf Bultmann, Nouveau Testament et Mythologie, Labor et Fides, Genève, 2013
- Luc Chartrand, La Bible au pied de la lettre, le fondamentalisme questionné, Médiaspaul, 1995
- Bart D. Ehrman, La Construction de Jésus : Aux sources de la tradition chrétienne, H&O, 2010  (ISBN 9782845472174)
- Bart D. Ehrman, Jésus avant les Évangiles : Comment les premiers chrétiens se sont rappelé, ont transformé et inventé l'histoire du Sauveur, Bayard, 2017  (ISBN 978-2-227-48913-4)
- Josef Neuner, Heinrich Roos, Der Glaube der Kirche in den Urkunden der Lehrverkündigung, éd. Karl Rahner et Karl-Heinz Weger, 13e édition, Pustet Verlag, Ratisbonne, 1992  (ISBN 3-7917-0119-3)

### Articles
- David Banon, « Sous la dictée de Dieu ? », Pardès 2011/2, n° 50, p. 155-164
- Francesco Beretta, « De l’inerrance absolue à la vérité salvifique de l’Écriture : L'encyclique Providentissimus Deus (1893) entre Vatican I et Vatican II », Freiburger Zeitschrift für Philosophie und Theologie, vol. XLVI,‎ 1999, p. 461-501, lire en ligne
- Camille Focant, « Écriture sainte », in Jean-Yves Lacoste (dir.), Dictionnaire critique de théologie, Puf/Quadrige, 2022  (ISBN 9782757879801), p. 443-449
- André Gounelle, « La Bible est-elle Parole de Dieu ? »
- André Gounelle, « L'autorité souveraine des Écritures en matière de foi »
- Bernard Sesboüé, sj, « La canonisation des Écritures et la reconnaissance de leur inspiration », Recherches de science religieuse, 2004
- Paul Wells, « Peut-on croire encore aujourd'hui à l'inerrance de la Bible ? », La Revue réformée, faculté Jean Calvin